# 小行星5217
小行星5217，又称为潮州星，是由紫金山天文台在1966年2月13日发现的主带小行星。
小行星5217在2008年3月22日正式以潮州市命名。